# Babinac (Velika Pisanica)
Babinac je naselje u Republici Hrvatskoj, u sastavu općine Velika Pisanica, Bjelovarsko-bilogorska županija.

## Stanovništvo
Prema popisu stanovništva iz 2001. godine, naselje je imalo 399 stanovnika te 119 obiteljskih kućanstava.

Prema popisu stanovništva 2011. godine naselje je imalo 321 stanovnika.
| broj stanovnika |       |       |       | 591   | 511   |       |       | 639   | 535   | 522   | 483   | 459   | 465   | 438   | 399   | 321   | 219   |
|                 | 1857. | 1869. | 1880. | 1890. | 1900. | 1910. | 1921. | 1931. | 1948. | 1953. | 1961. | 1971. | 1981. | 1991. | 2001. | 2011. | 2021. |

Od 1857. do 1880. te 1910. i 1921. podaci su sadržani u naselju Bedenik (općina Nova Rača).